# Agorius gracilipes
Agorius gracilipes là một loài nhện trong họ Salticidae.
Loài này thuộc chi Agorius. Agorius gracilipes được Tord Tamerlan Teodor Thorell miêu tả năm 1877.